# Wilhelm Kamienobrodzki
Wilhelm Kamienobrodzki (ur. 7 lutego 1899 we Lwowie, zm. 9 lipca 1967 we Wrocławiu) – polski technolog rolnictwa, agrotechnik. Wybitny specjalista w dziedzinie gorzelnictwa i suszarnictwa.

## Życiorys
Po ukończeniu szkoły średniej w 1917 rozpoczął studia na Wydziale Chemii Technicznej Politechniki Lwowskiej, w 1918 przerwał naukę i walczył w jednym oddziale z Aleksandrem Tychowskim podczas obrony Lwowa przed Ukraińcami, a następnie w wojnie polsko-bolszewickiej. Po jej zakończeniu kontynuował naukę, studia ukończył w 1925. Pracę zawodową rozpoczął w Chemicznym Instytucie Badawczym pod kierunkiem prof. Ignacego Mościckiego, kontynuował w lwowskim Urzędzie Probierczym, a następnie w prowadzonej przez prof. Tadeusza Chrząszcza Naukowej Organizacji Gorzelnictwa w Poznaniu. W 1929 powrócił do Lwowa i podjął pracę w Katedrze Technologii Rolniczej Politechniki Lwowskiej na Akademii Rolniczej w Dublanach.
Podczas II wojny światowej pracował jako robotnik przymusowy w cukrowni, w 1945 znalazł się w Krakowie, gdzie przez krótki czas był inspektorem przemysłu spirytusowego. W 1946 - w wyniku wysiedlenia Polaków ze Lwowa - zamieszkał we Wrocławiu, na przeprowadzkę namówił mieszkającego w Warszawie ojca Adolfa Kamienobrodzkiego, ale ten zmarł kilka miesięcy później. Był współtwórcą Katedry Technologii Rolnej Uniwersytetu i Politechniki Wrocławskiej, a następnie w Wyższej Szkole Rolniczej we Wrocławiu. W 1949 ukończył studia eksternistyczne na Wydziale Rolniczym Uniwersytetu i Politechniki Wrocławskiej, w tym samym roku obronił pod kierunkiem prof. Aleksandra Tychowskiego pracę doktorską pt. „Współczynnik czystości ziemniaczanych zacierów gorzelniczych”. Sześć lat później w 1955 otrzymał tytuł docenta, a w 1962 profesora nadzwyczajnego. Od 1952 do 1961 kierował w studium wieczorowym Wydziału Chemicznego Politechniki Wrocławskiej specjalizacją fermentacji i węglowodorów, a od 1962 Katedrą Technologii Rolnej. Opracował trzydzieści dziewięć prac naukowych i jeden podręcznik akademicki. Pochowany został na cmentarzu przy ul. Ogrodowej w Łodzi.

## Odznaczenia
- Srebrny Krzyż Zasługi;
- Odznaka Honorowa „Orlęta”.